# Discografia di Megumi Hayashibara
Questa pagina contiene la discografia di Megumi Hayashibara, doppiatrice e cantante giapponese, le cui opere sono principalmente legate al mondo dell'animazione giapponese.

## Singoli

### Da solista
| Data | Titolo                                       | Numero di catalogo | Posizione in classifica | Note                                                    |
| ---- | -------------------------------------------- | ------------------ | ----------------------- | ------------------------------------------------------- |
| 1991 | Niji-iro no Sneaker                          | KIDA-15            | 43                      |                                                         |
| 1992 | Yume wo dakishimete                          | KIDA-42            | 90                      | Sigla di Magical Princess Minky Momo                    |
| 1992 | Haruneko fushigi tsukiyo -oshiete Happiness- | KIDA-45            | 49                      | Sigla di All Purpose Cultural Cat Girl Nuku Nuku        |
| 1993 | Our Goody Day... Bokura no Good Day          | KIDA-54            | 54                      | Sigla di Nekketsu Saikyō Go-Saurer                      |
| 1993 | Yume Hurry Up                                | KIDA-69            | 58                      | Sigla di All Purpose Cultural Cat Girl Nuku Nuku        |
| 1994 | Until Strawberry Sherbet                     | KIDA-81            | 42                      | Sigla di Bakuretsu Hunter                               |
| 1994 | Touch and Go!!                               | KIDA-90            | 37                      | Sigla di Blue Seed                                      |
| 1995 | Midnight Blue                                | KIDA-108           | 27                      | Sigla di Slayers                                        |
| 1995 | Going History                                | KIDA-124           | 25                      | Sigla di Slayers                                        |
| 1996 | Give a Reason                                | KIDA-128           | 9                       | Sigla di Slayers Next                                   |
| 1996 | Kagirinai yokubō no naka ni                  | KIDA-134           | 20                      | Sigla di Slayers Special                                |
| 1996 | Just Be Conscious                            | KIDA-b36           | 11                      | Sigla di Slayers Return                                 |
| 1996 | Successful Mission                           | KIDA-138           | 7                       | Sigla di Saber Marionette J                             |
| 1997 | Don't Be Discouraged                         | KIDA-148           | 4                       | Sigla di Slayers Try                                    |
| 1997 | Reflection                                   | KIDA-154           | 7                       | Sigla di Slayers Great                                  |
| 1998 | Fine Colorday                                | KIDA-158           | 9                       | Sigla di All Purpose Cultural Cat Girl Nuku Nuku        |
| 1998 | ~infinity~                                   | KIDA-161           | 8                       | Sigla di Lost Universe                                  |
| 1998 | Raging Waves                                 | KIDA-163           | 8                       | Sigla di Slayers Gorgeous                               |
| 1998 | A House Cat                                  | KIDA-165           | 6                       | Sigla di All Purpose Cultural Cat Girl Nuku Nuku        |
| 1998 | Proof of Myself                              | KIDA-170           | 9                       | Sigla di Saber Marionette J to X                        |
| 1999 | Question at Me                               | KIDA-180           | 13                      |                                                         |
| 1999 | Booska! Booska!!                             | KIDA-190           | 50                      |                                                         |
| 2000 | Sakura Saku                                  | KICA-506           | 7                       | Sigla di Love Hina                                      |
| 2000 | Unsteady                                     | KIDA-204           | 14                      | Sigla di Muteki-O Trizenon                              |
| 2001 | Over Soul                                    | KICM-3016          | 7                       | Sigla di Shaman King                                    |
| 2001 | feel well                                    | KICM-3020          | 11                      | Sigla di Slayers Premium                                |
| 2001 | Brave Heart                                  | KICM-3021          | 11                      | Sigla di Shaman King                                    |
| 2002 | Northern Lights                              | KICM-3027          | 3                       | Sigla di Shaman King                                    |
| 2002 | Treat or Goblins                             | KICM-3030          | 19                      | Sigla di Abenobashi - Il quartiere commerciale di magia |
| 2002 | Koibumi                                      | KICM-3035          | 7                       | Sigla di Asagiri no Miko                                |
| 2003 | Makenaide Makenaide                          | KICM-1083          | 8                       | sigla del programma radiofonico Heartfull Station       |
| 2006 | Meet Again                                   | KICM-1164          | 12                      | Singolo per il decimo anniversario di Slayers           |
| 2007 | A Happy Life                                 | KICM-1196          | 12                      | Sigla di Gakuen Utopia Manabi Straight!                 |
| 2008 | Plenty of Grit                               | KICM-1245          | 6                       | Sigla di Slayers Revolution                             |
| 2009 | Front Breaking                               | KICM-1268          | 15                      | Sigla di Slayers Evolution-R                            |
| 2009 | Shuuketsu no sono he                         | KICM-1271          | 7                       | Singolo legato a Neon Genesis Evangelion                |
| 2010 | Shuuketsu no sadame                          | KICM-1310          | 6                       |                                                         |

### Duetti
| Data | Titolo                                       | Numero di catalogo | Posizione in classifica | Note                      |
| ---- | -------------------------------------------- | ------------------ | ----------------------- | ------------------------- |
| 1995 | Get Along (con Masami Okui)                  |                    |                         | Sigla di Slayers          |
| 1995 | What's Up Guys? (con Shinnosuke Furumoto)    |                    |                         | Sigla di Bakuretsu Hunter |
| 2003 | CARNIVAL・BABEL・REVIVAL (con Gou Takahashi) |                    |                         | Sigla di Blue Seed        |
| 2010 | Heartful Station (con Soichiro Hoshi)        |                    |                         |                           |

### Character Single
| Data | Titolo                             | Numero di catalogo | Posizione in classifica | Anime correlato                                           |
| ---- | ---------------------------------- | ------------------ | ----------------------- | --------------------------------------------------------- |
| 1989 | Yakusoku da yo                     | POOP-40010         | 51                      | Niente paura, c'è Alfred!                                 |
| 1991 | November Rain                      | PCDG-00026         | 64                      | Ranma ½                                                   |
| 1991 | Nijiiro Renai                      | PSCX-1024          | /                       | Hoshikuzu Paradise                                        |
| 1992 | Sousei e no Antou Naraou           | SSX-35             | /                       | Tenkuu Senki Shurato                                      |
| 1992 | Lullaby Agetai                     | KIDA-59            | /                       | NG Knight Ramune&40                                       |
| 1995 | Elles Cinq IV: Nostalgic Lover     | KIDA-97            | 70                      | Elles Cinq                                                |
| 1995 | Yousei Yori Ai wo Komete 1         | KIDA-101           | 77                      | Blue Seed                                                 |
| 1996 | Alchemy of Love ~Ai no Renkinjyou~ | PIDA-1033          | 26                      | Chi ha bisogno di Tenchi? The movie - Tenchi muyo in love |
| 1998 | Rainbow 5                          | VICL-35015         | /                       | Wataru                                                    |
| 1998 | Akogare                            | VPDG-20762         | 38                      | Lupin III - Tokyo Crisis: Memories of Blaze               |

## Album

### Album in studio
| Data | Titolo          | Numero di catalogo | Posizione in classifica | Note |
| ---- | --------------- | ------------------ | ----------------------- | ---- |
| 1991 | Half and, Half  | KICS-100           | 45                      |      |
| 1992 | Whatever        | KICS-176           | 18                      |      |
| 1992 | Perfume         | KICS-215           | 13                      |      |
| 1993 | SHAMROCK        | KICS-345           | 12                      |      |
| 1994 | SpHERE          | KICS-430           | 8                       |      |
| 1995 | Enfleurage      | KICS-475           | 6                       |      |
| 1996 | bertemu         | KICS-590           | 3                       |      |
| 1997 | Iráváti         | KICS-640           | 5                       |      |
| 1999 | Fuwari (ふわり) | KICS-755           | 5                       |      |
| 2002 | feel well       | KICS-955           | 7                       |      |
| 2004 | Center Color    | KICS-1070          | 10                      |      |
| 2007 | Plain           | KICS-1303          | 18                      |      |
| 2010 | Choice          | KICS-91548         | 6                       |      |

### Raccolte
| Data | Titolo          | Numero di catalogo | Posizione in classifica | Note                                |
| ---- | --------------- | ------------------ | ----------------------- | ----------------------------------- |
| 2000 | Vintage S       | KICS-790           | 6                       |                                     |
| 2000 | Vintage A       | KICS-810           | 4                       |                                     |
| 2007 | Tanoshii Douyou | KICG-53~55         | 70                      |                                     |
| 2008 | Slayers MEGUMIX | KICA-916~918       | 14                      | Raccolta dei brani legati a Slayers |
| 2011 | Vintage White   | KICS-91670         | 9                       |                                     |

## EP
| Data | Titolo             | Numero di catalogo | Posizione in classifica | Note                       |
| ---- | ------------------ | ------------------ | ----------------------- | -------------------------- |
| 1990 | Pulse              | TYDY-5127          | 92                      |                            |
| 1994 | Pulse (riedizione) | TYCY-5413          | 84                      |                            |
| 2009 | MOE FIRE           | NMAX-80005         |                         | Pubblicazione indipendente |